# Любич (Куявско-Поморское воеводство)
Любич — деревня в гмине Любич Торуньского повета Куявско-Поморского воеводства в центральной части севера Польши. Является центром гмины Любич.